# Espai Econòmic Europeu

L'Espai Econòmic Europeu

L'Espai Econòmic Europeu (EEE) fou establert l'1 de gener de 1994 en un acord entre els estats membres de l'Associació Europea de Lliure Comerç (AELC) i tots els estats membres de la Unió Europea (UE). L'acord permet que els estats de l'AELC participin del mercat únic europeu sense ser part de la Unió Europea.
Els estats membres de l'EEE són tres dels quatre estats de l'AELC—Islàndia, Liechtenstein i Noruega (llevat de Svalbard)—i els 27 estats membres de la Unió Europea. Suïssa no forma part de l'EEE. En un referèndum celebrat en 1992, segons l'establert per la constitució de Suïssa, els suïssos rebutjaren la proposta. Suïssa ha signat acords bilaterals amb la Unió Europea. Àustria, Finlàndia i Suècia s'uniren a l'EEE el 1994, abans de ser admesos a la Unió Europea el 1995.